# Asa Redington
Asa Redington (* 4. Juli 1789 in Vassalboro, Massachusetts; † 5. Juni 1874 in Augusta, Maine) war ein US-amerikanischer Jurist und Politiker, der von 1835 bis 1837 Maine State Treasurer war.

## Leben
Asa Redington jr. wurde als Sohn von Asa Redington (1761–1845) und Mary Polly Getchell (1770–1804) im heutigen Maine geboren. Sein Vater Asa Redington gehörte der Garde von George Washington an, war ein sehr erfolgreicher Geschäftsmann und Politiker. Das Redington Museum in Waterville wurde in seinem Haus errichtet und ist nach ihm benannt.
Redington studierte am Bowdoin College. welches er im Jahr 1811 beendete. Er arbeitete als Anwalt in Augusta und war Richter am District Court. Zudem war er der Gründer der Ticonic Bank of Waterville. Von 1835 bis 1837 war er Maine State Treasurer.
Asa Redington heiratete im Jahr 1817 Caroline F. Sherwin (1800–1832). Sie hatten eine Tochter. Nach dem Tod von Caroline Sherwin heiratete er Sophia Longfellow (1795–1867). Diese Ehe blieb kinderlos. Redington starb am 5. Juni 1874 in Augusta. Sein Grab befindet sich auf dem Riverside Cemetery in Lewiston.